# Arrondissement Angers
Das Arrondissement Angers ist eine Verwaltungseinheit des Départements Maine-et-Loire in der französischen Region Pays de la Loire. Präfektur ist Angers.
Es besteht aus 66 Gemeinden in zwölf Wahlkreisen (Kantone).

## Wahlkreise
- Kanton Angers-1
- Kanton Angers-2
- Kanton Angers-3
- Kanton Angers-4
- Kanton Angers-5
- Kanton Angers-6
- Kanton Angers-7 (mit 5 von 6 Gemeinden)
- Kanton Chalonnes-sur-Loire (mit 9 von 14 Gemeinden)
- Kanton Chemillé-en-Anjou (mit 6 von 7 Gemeinden)
- Kanton Doué-en-Anjou (mit 1 von 19 Gemeinden)
- Kanton Les Ponts-de-Cé
- Kanton Tiercé (mit 9 von 21 Gemeinden)

## Gemeinden
Die Gemeinden des Arrondissements Angers sind:
| 1. Angers (49007)                         | 2. Aubigné-sur-Layon (49012)          | 3. Avrillé (49015)                    | 4. Baracé (49017)                     |
| 5. Beaucouzé (49020)                      | 6. Beaulieu-sur-Layon (49022)         | 7. Béhuard (49028)                    | 8. Bellevigne-en-Layon (49345)        |
| 9. Blaison-Saint-Sulpice (49029)          | 10. Bouchemaine (49035)               | 11. Briollay (49048)                  | 12. Brissac Loire Aubance (49050)     |
| 13. Cantenay-Épinard (49055)              | 14. Chalonnes-sur-Loire (49063)       | 15. Champtocé-sur-Loire (49068)       | 16. La Chapelle-Saint-Laud (49076)    |
| 17. Chaudefonds-sur-Layon (49082)         | 18. Cheffes (49090)                   | 19. Cornillé-les-Caves (49107)        | 20. Corzé (49110)                     |
| 21. Denée (49120)                         | 22. Durtal (49127)                    | 23. Écouflant (49129)                 | 24. Écuillé (49130)                   |
| 25. Étriché (49132)                       | 26. Feneu (49135)                     | 27. Les Garennes sur Loire (49167)    | 28. Huillé-Lézigné (49174)            |
| 29. Ingrandes-le-Fresne-sur-Loire (49160) | 30. Jarzé Villages (49163)            | 31. Loire-Authion (49307)             | 32. Longuenée-en-Anjou (49200)        |
| 33. Marcé (49188)                         | 34. Montigné-lès-Rairies (49209)      | 35. Montreuil-Juigné (49214)          | 36. Montreuil-sur-Loir (49216)        |
| 37. Morannes sur Sarthe-Daumeray (49220)  | 38. Mozé-sur-Louet (49222)            | 39. Mûrs-Erigné (49223)               | 40. Le Plessis-Grammoire (49241)      |
| 41. Les Ponts-de-Cé (49246)               | 42. La Possonnière (49247)            | 43. Les Rairies (49257)               | 44. Rives-du-Loir-en-Anjou (49377)    |
| 45. Rochefort-sur-Loire (49259)           | 46. Saint-Barthélemy-d’Anjou (49267)  | 47. Saint-Clément-de-la-Place (49271) | 48. Sainte-Gemmes-sur-Loire (49278)   |
| 49. Saint-Georges-sur-Loire (49283)       | 50. Saint-Germain-des-Prés (49284)    | 51. Saint-Jean-de-la-Croix (49288)    | 52. Saint-Lambert-la-Potherie (49294) |
| 53. Saint-Léger-de-Linières (49298)       | 54. Saint-Martin-du-Fouilloux (49306) | 55. Saint-Melaine-sur-Aubance (49308) | 56. Sarrigné (49326)                  |
| 57. Savennières (49329)                   | 58. Seiches-sur-le-Loir (49333)       | 59. Sermaise (49334)                  | 60. Soulaines-sur-Aubance (49338)     |
| 61. Soulaire-et-Bourg (49339)             | 62. Terranjou (49086)                 | 63. Tiercé (49347)                    | 64. Trélazé (49353)                   |
| 65. Val-du-Layon (49292)                  | 66. Verrières-en-Anjou (49323)        |                                       |                                       |

## Neuordnung der Arrondissements 2017

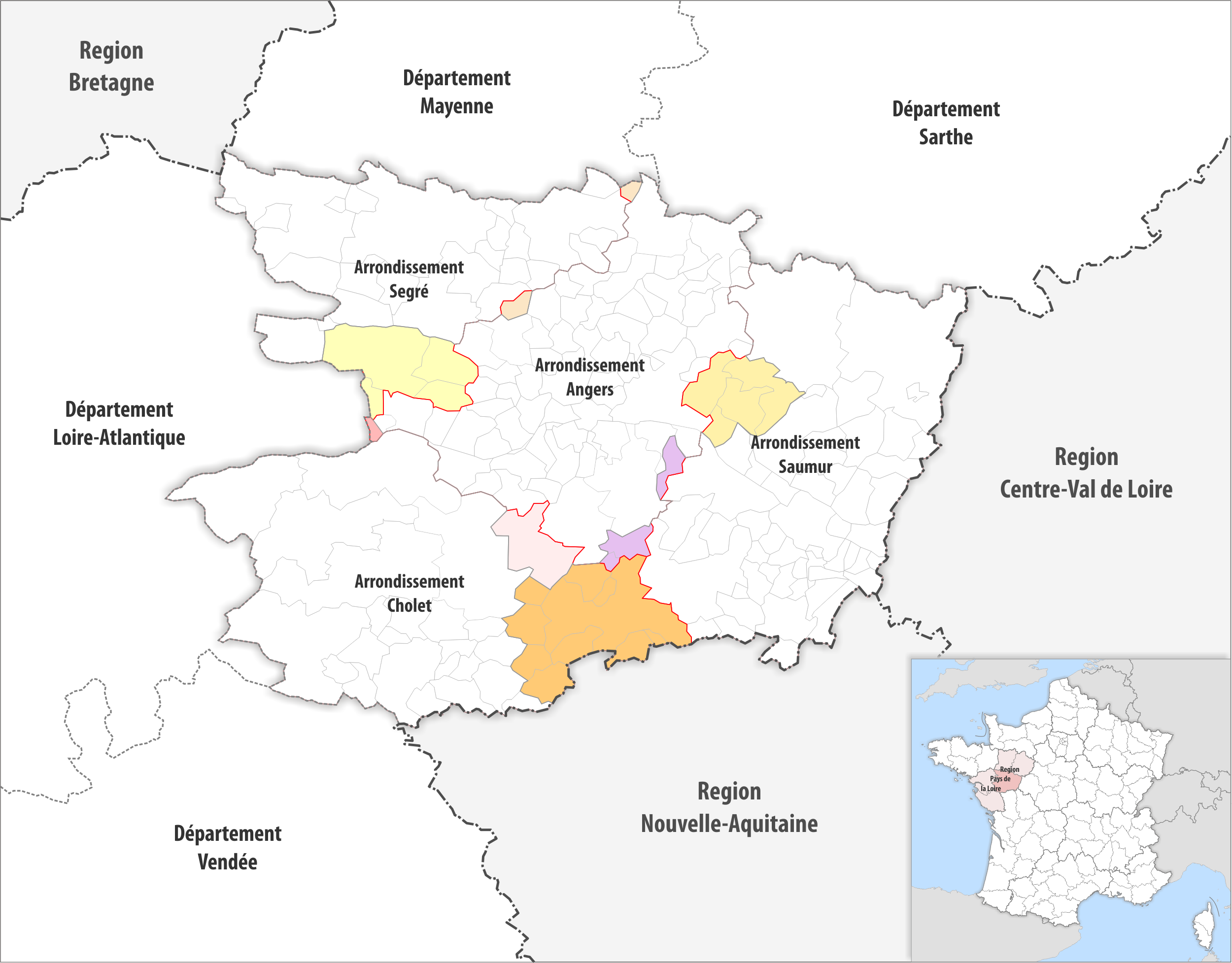
Arrondissementsanpassungen im Jahr 2017

Durch die Neuordnung der Arrondissements im Jahr 2017 wurde aus dem Arrondissement Segré die Fläche der zwei ehemaligen Gemeinden Chemiré-sur-Sarthe und Pruillé, aus dem Arrondissement Saumur die Fläche der zwei ehemaligen Gemeinden Chemellier und Coutures.
Dafür wechselte aus dem Arrondissement Angers die Fläche der vier Gemeinden Bécon-les-Granits, Saint-Augustin-des-Bois, Saint-Sigismond und Val d’Erdre-Auxence zum Arrondissement Segré, die Fläche der vier Gemeinden Beaufort-en-Anjou, La Ménitré, Les Bois d’Anjou und Mazé-Milon zum Arrondissement Saumur und die Fläche der zwei ehemaligen Gemeinden Chanzeaux und Valanjou zum Arrondissement Cholet.

## Ehemalige Gemeinden seit der landesweiten Neuordnung der Arrondissements
bis 2018: Lézigné, Huillé, Villevêque, Soucelles, Saint-Léger-des-Bois, Saint-Jean-de-Linières
bis 2017: Chavagnes, Daumeray, Martigné-Briand, Morannes-sur-Sarthe, Notre-Dame-d’Allençon
bis 2016: Andard, Bauné, Beauvau, Blaison-Gohier, Brain-sur-l’Authion, Brissac-Quincé, Champ-sur-Layon, Charcé-Saint-Ellier-sur-Aubance, Chaumont-d’Anjou, Chemellier, Chemiré-sur-Sarthe, Corné, Coutures, Faveraye-Mâchelles, Faye-d’Anjou, Ingrandes, Jarzé, Juigné-sur-Loire, La Bohalle, La Daguenière, La Meignanne, La Membrolle-sur-Longuenée, Le Fresne-sur-Loire, Le Plessis-Macé, Les Alleuds, Lué-en-Baugeois, Luigné, Morannes, Pellouailles-les-Vignes, Pruillé, Rablay-sur-Layon, Saint-Jean-des-Mauvrets, Saint-Mathurin-sur-Loire, Saint-Rémy-la-Varenne, Saint-Saturnin-sur-Loire, Saint-Sulpice, Saint-Sylvain-d’Anjou, Saulgé-l’Hôpital, Thouarcé, Vauchrétien
bis 2015: Saint-Aubin-de-Luigné, Saint-Lambert-du-Lattay